# Ягала
Я́гала (эст. Jägala jõgi) — река, протекающая по территории Эстонии, своё начало берёт с западного склона возвышенности Пандивере (эст. Pandivere kõrgustik), впадает в Финский залив.
Длина реки 97 км, площадь водосборного бассейна — 1570 км².
В верхнем течении река протекает через болото Кырвемаа (эст. Kõrvemaa).
Левый приток — Йыэляхтме; правые притоки — Амбла, Тарвасйыги, Янийыги, Мустйыги.
В 4 км от устья реки находится один из крупнейших и красивейших водопадов Эстонии, благодаря которому река имеет широкую известность.
В километре от устья реки, на правом его берегу находится древнее городище Ягала Йыэсуу (эст. Jägala Jõesuu linnamägi).
Другие названия реки: Кехра йыги (эст. Kehra jõgi), в верхнем течении реки: Кигумыйза йыги (эст. Kigumõisa jõgi).
В конце 1970-х годов в реку Ягала сливались производственные отходы, она была сильно загрязнена. В таком виде она послужила натурой для съёмок фильма «Сталкер». Тем не менее, река не стала полностью мёртвой, в ней и сейчас водятся различные виды рыб, хотя их промысел ограничен.

### Комментарии
1. ↑  Эстонские топонимы, оканчивающиеся на «-а», как правило, не склоняются и стоят в мужском роде (исключение — Нарва)